# British Rail Class 456
British Rail Class 456 - typ elektrycznych zespołów trakcyjnych, produkowanych w latach 1990-1991 przez zakłady firmy BREL w Yorku. Łącznie dostarczono 24 zestawy. Obecnie wszystkie eksploatowane są przez firmę Southern, która obsługuje nimi trasy w południowej części Anglii. 

## Linki zewnętrzne

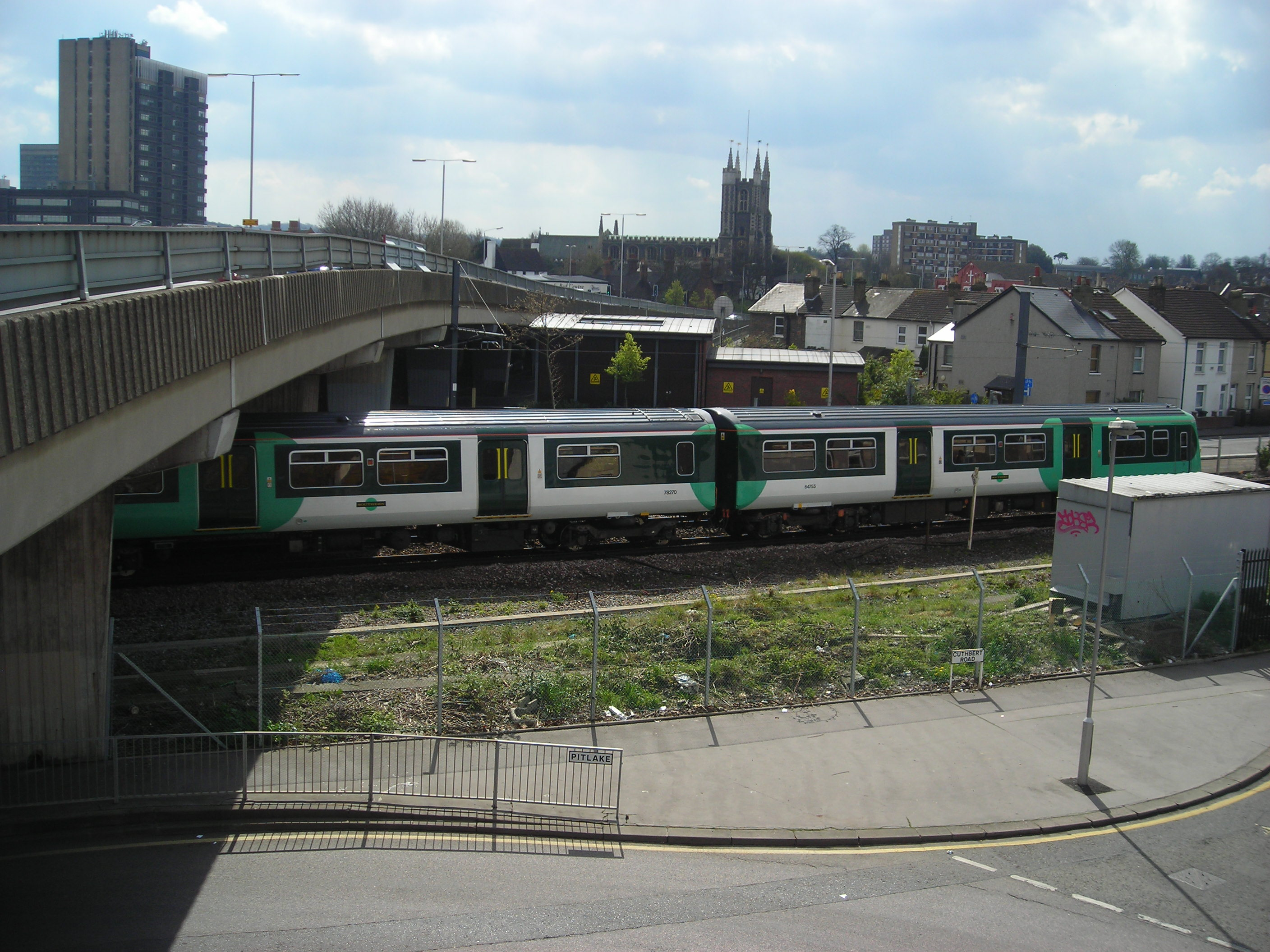
Pociąg na trasie